# Divize C 2021/2022
V soubojích 57. ročníku České divize C 2021/22 se utkalo 16 týmů dvoukolovým systémem podzim – jaro. Tento ročník odstartoval v srpnu 2021 a skončil v červnu 2022.

## Nové týmy v sezoně 2021/22
- Z ČFL 2020/21 nesestoupil nikdo.
- Z krajských přeborů postoupilo mužstvo SK Tochovice ze Středočeského přeboru. Zaujalo tak místo SK Polaban Nymburk, který se rozhodl po sezoně 2020/21 nepokračovat v divizi[1].

## Kluby podle přeborů
- Královéhradecký (3): TJ Dvůr Králové nad Labem, MFK Trutnov, FK Náchod.
- Pardubický (3): SK Vysoké Mýto, FK Letohrad, FC Hlinsko.
- Liberecký (1): TJ Velké Hamry.
- Středočeský (9): FK Čáslav, FC Horky nad Jizerou, SK Sparta Kolín, TJ Sokol Libiš, SK Benátky nad Jizerou, SK Kosmonosy, SK Poříčany, SK Sparta Kutná Hora, SK Tochovice

## Konečná tabulka
| Poř. | Tým                       | Z  | V  | R  | P  | VG | OG | B  |
| ---- | ------------------------- | -- | -- | -- | -- | -- | -- | -- |
| 1.   | SK Sparta Kolín           | 30 | 25 | 4  | 1  | 96 | 35 | 79 |
| 2.   | SK Vysoké Mýto            | 30 | 19 | 6  | 5  | 81 | 32 | 63 |
| 3.   | TJ Velké Hamry            | 30 | 17 | 6  | 7  | 75 | 39 | 57 |
| 4.   | SK Kosmonosy              | 30 | 13 | 9  | 8  | 70 | 55 | 48 |
| 5.   | FK Čáslav                 | 30 | 14 | 6  | 10 | 56 | 49 | 48 |
| 6.   | SK Benátky nad Jizerou    | 30 | 12 | 10 | 8  | 62 | 32 | 46 |
| 7.   | FK Letohrad               | 30 | 12 | 5  | 13 | 48 | 46 | 41 |
| 8.   | MFK Trutnov               | 30 | 12 | 4  | 14 | 40 | 55 | 40 |
| 9.   | TJ Sokol Libiš            | 30 | 12 | 2  | 16 | 55 | 67 | 38 |
| 10.  | FC Hlinsko                | 30 | 9  | 7  | 14 | 41 | 54 | 34 |
| 11.  | FK Náchod                 | 30 | 10 | 4  | 16 | 28 | 55 | 34 |
| 12.  | TJ Dvůr Králové nad Labem | 30 | 8  | 10 | 12 | 41 | 50 | 34 |
| 13.  | SK Tochovice              | 30 | 8  | 6  | 16 | 53 | 73 | 30 |
| 14.  | SK Poříčany               | 30 | 9  | 3  | 18 | 38 | 71 | 30 |
| 15.  | SK Sparta Kutná Hora      | 30 | 7  | 5  | 18 | 41 | 85 | 26 |
| 16.  | FC Horky nad Jizerou      | 30 | 7  | 5  | 18 | 38 | 65 | 26 |

Poznámky:
- Z = Odehrané zápasy; V = Vítězství; R = Remízy; P = Prohry; VG = Vstřelené góly; OG = Obdržené góly; B = Body

|  | Postup do ČFL                           |
|  | Přesun do Divize A nebo Divize B.       |
|  | Sestup do příslušného krajského přeboru |

- Mužstvo SK Tochovice bylo přesunuto do Divize A[2].
- Mužstva SK Kosmonosy a TJ Sokol Libiš byla přesunuta do Divize B[3].